# 沃布洛鎮區 (密蘇里州希科里縣)
沃布洛鎮區（英語：Weaubleau Township）是位於美國密蘇里州希科里縣的一個行政鎮區。

## 地方資料
沃布洛鎮區的面積為99.04平方千米，當中陸地面積為98.29平方千米，而水域面積為0.75平方千米。根據2020年美國人口普查的數據，當地共有人口712人，而人口密度為每平方千米7.19人。